# Brucknerallee 222 (Mönchengladbach)

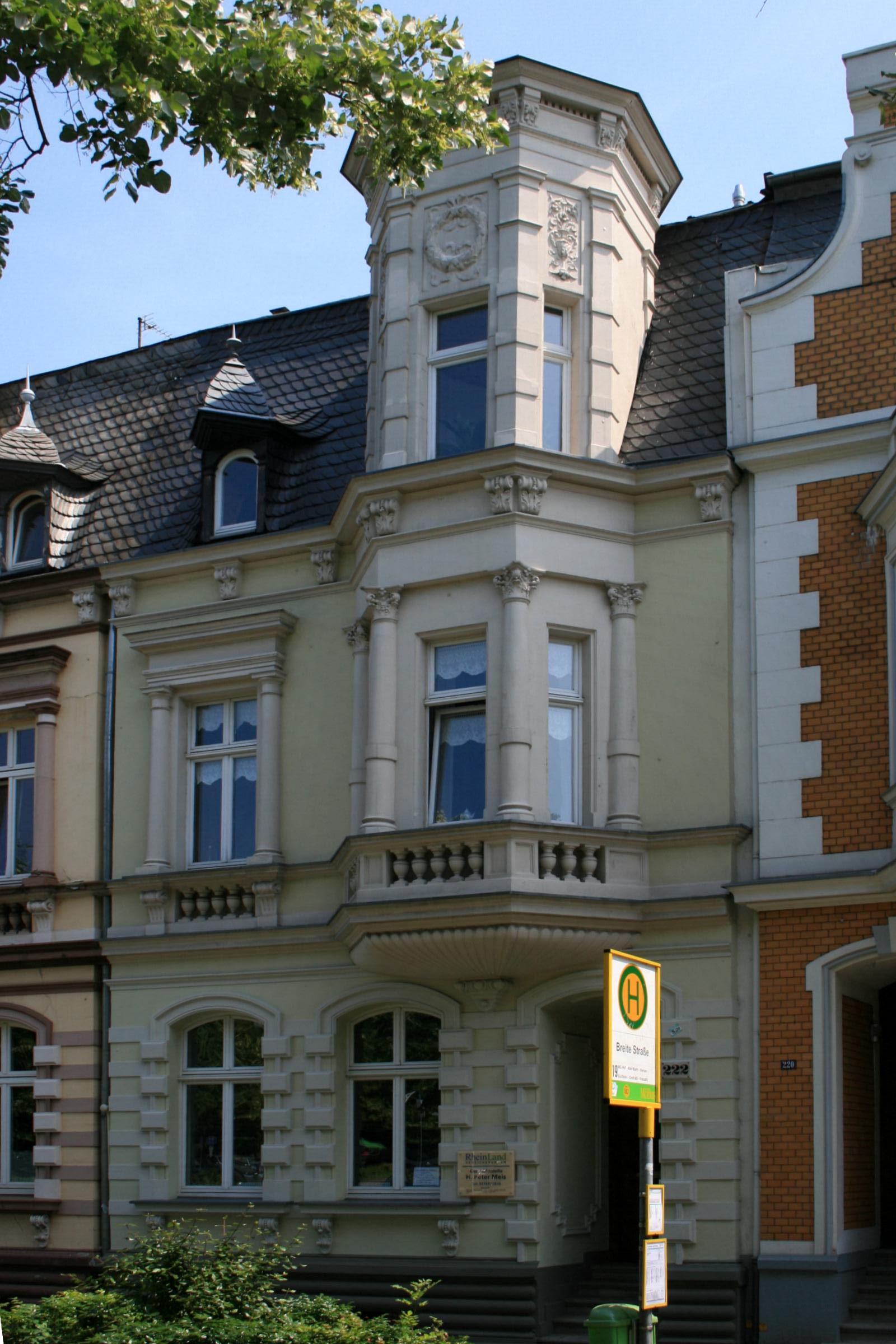
Wohnhaus (2010)

Das Wohnhaus Brucknerallee 222 steht im Stadtteil Grenzlandstadion in Mönchengladbach (Nordrhein-Westfalen).
Das Gebäude wurde 1895 erbaut. Es ist unter Nr. B 070 am 30. August 1988 in die Denkmalliste der Stadt Mönchengladbach eingetragen worden.

## Architektur
Es handelt sich um ein zweigeschossiges traufenständiges Haus, das ursprünglich als Einfamilienhaus konzipiert worden war. Insgesamt handelt es sich bei der Brucknerallee um eine als Prachtstraße angelegte Allee, die hauptsächlich in drei Bauphasen um 1895, 1905, 1935 erschlossen wurde.
Die Fenster sind von lisenenartigen Wandvorlagen flankiert, die durch Bänder horizontal bis in Fensterhöhe verziert sind. In den Feldern über den Fenstern ist floraler Stuckdekor angebracht. Auch das überstehende Flachdach liegt auf einem Konsolgesims auf. Das Dachfenster links neben dem Erker ist nicht mehr mit einer Schieferhaube versehen wie noch bei der geringfügig ursprünglicher erhaltenen Doppelhaushälfte.